# Rajd Sachsenring 1984
Rajd Sachsenring 1984 (28. Rallye Sachsenring 1984) – 28. edycja rajdu samochodowego Rajd Sachsenring rozgrywanego w NRD. Rozgrywany był od 13 do 14 kwietnia 1984 roku. Rajd był trzecią rundą Rajdowego Pucharu Pokoju i Przyjaźni w roku 1984.

## Klasyfikacja rajdu
| Miejsce                        | Kierowca                       | Pilot                          | Samochód                       | Czas                           | Strata                         |                                |
| Klasyfikacja generalna i RPPiP | Klasyfikacja generalna i RPPiP | Klasyfikacja generalna i RPPiP | Klasyfikacja generalna i RPPiP | Klasyfikacja generalna i RPPiP | Klasyfikacja generalna i RPPiP | Klasyfikacja generalna i RPPiP |
| ------------------------------ | ------------------------------ | ------------------------------ | ------------------------------ | ------------------------------ | ------------------------------ | ------------------------------ |
| 1.                             | Nikolay Bolshikh               | Igor Bolshikh                  | Lada VAZ 2105 VFTS             | 2:06:23                        | -                              |                                |
| 2.                             | Marian Bublewicz               | Ryszard Żyszkowski             | FSO Polonez 2000               | 2:06:57                        | +34                            |                                |
| 3.                             | Viktor Moskovskikh             | Arvydas Girdauskas             | Lada VAZ 2105 VFTS             | 2:13:26                        | +7:03                          |                                |
| 4.                             | Slavcho Hristov                | Stoyan Radev                   | Lada VAZ 2105 VFTS             | 2:14:26                        | +8:03                          |                                |
| 5.                             | Václav Pech sen.               | Jan Soukup                     | Škoda 120 LS                   | 2:14:42                        | +8:19                          |                                |
| 6.                             | Milan Dolák                    | Jaroslav Palivec               | Škoda 120 LS                   | 2:14:55                        | +8:32                          |                                |
| 7.                             | Vallo Soots                    | Toomas Putmaker                | Lada VAZ 2105 VFTS             |                                |                                |                                |
| 8.                             | Andrzej Koper                  | Jacek Lewandowski              | Renault 5 Alpine               |                                |                                |                                |
| 9.                             | Józef Ważny                    | Andrzej Lubiak                 | FSO 1500 A                     |                                |                                |                                |
| 10.                            | Zdeněk Pipota                  | Oldřich Gottfried              | Škoda 120 LS                   | 2:18:52                        | +12:29                         |                                |